# ديريك هانسن
ديريك هانسن (بالإنجليزية: Derek Hansen)‏ (1944)؛ روائي أسترالي.